# Magyarország a 2012. évi téli ifjúsági olimpiai játékokon
Magyarország az ausztriai Innsbruckban megrendezett 2012. évi téli ifjúsági olimpiai játékok egyik részt vevő nemzete volt. Az ország a játékokon 6 sportágban 9 sportolóval képviseltette magát, akik összesen 2 érmet szereztek.

## Érmesek
| Érem  | Versenyző       | Sportág   | Versenyszám           |
| ----- | --------------- | --------- | --------------------- |
| Ezüst | Kovács Attila   | Jégkorong | Fiú egyéni ügyességi  |
| Ezüst | Gasparics Fanni | Jégkorong | Lány egyéni ügyességi |

## További magyar pontszerzők

### 4. helyezettek
Ezen a téli ifjúsági olimpián magyar sportoló nem szerzett negyedik helyet.

### 5. helyezettek
| Név                                                                      | Sportág                    | Versenyszám  |
| ------------------------------------------------------------------------ | -------------------------- | ------------ |
| Nicole Martinelli (ITA) · Milan Grugni (ITA) · Farkas Tamás · Tóth Tímea | Rövidpályás gyorskorcsolya | Vegyes váltó |

### 6. helyezettek
Ezen a téli ifjúsági olimpián magyar sportoló nem szerzett hatodik helyet.

## Alpesisí
Fiú
| Versenyző     | Versenyszám            | 1. futam | 1. futam | 2. futam | 2. futam | Összesítés | Összesítés |
| Versenyző     | Versenyszám            | Idő      | Hely.    | Idő      | Hely.    | Idő        | Helyezés   |
| ------------- | ---------------------- | -------- | -------- | -------- | -------- | ---------- | ---------- |
| Kékesi Márton | Műlesiklás             | 44,57    | 26.      | 41,99    | 19.      | 1:26,56    | 21.        |
| Kékesi Márton | Óriás-műlesiklás       | 1:02,15  | 30.      | 57,76    | 20.      | 1:59,91    | 21.        |
| Kékesi Márton | Szuperóriás-műlesiklás |          |          |          |          | 1:11,70    | 34.        |

| Versenyző     | Versenyszám | Szuperóriás-műlesiklás | Szuperóriás-műlesiklás | Műlesiklás | Műlesiklás | Összesítés | Összesítés |
| Versenyző     | Versenyszám | Idő                    | Hely.                  | Idő        | Hely.      | Idő        | Helyezés   |
| ------------- | ----------- | ---------------------- | ---------------------- | ---------- | ---------- | ---------- | ---------- |
| Kékesi Márton | Összetett   | 1:09,58                | 43.                    | 41,43      | 23.        | 1:51,01    | 24.        |

Lány
| Versenyző     | Versenyszám            | 1. futam | 1. futam | 2. futam | 2. futam | Összesítés | Összesítés |
| Versenyző     | Versenyszám            | Idő      | Hely.    | Idő      | Hely.    | Idő        | Helyezés   |
| ------------- | ---------------------- | -------- | -------- | -------- | -------- | ---------- | ---------- |
| Úry Zsuzsanna | Műlesiklás             | 51,11    | 29.      | 46,79    | 24.      | 1:37,90    | 23.        |
| Úry Zsuzsanna | Óriás-műlesiklás       | 1:06,85  | 38.      | 1:09,02  | 33.      | 2:15,87    | 33.        |
| Úry Zsuzsanna | Szuperóriás-műlesiklás |          |          |          |          | 1:14,36    | 29.        |

| Versenyző     | Versenyszám | Szuperóriás-műlesiklás | Szuperóriás-műlesiklás | Műlesiklás | Műlesiklás | Összesítés | Összesítés |
| Versenyző     | Versenyszám | Idő                    | Hely.                  | Idő        | Hely.      | Idő        | Helyezés   |
| ------------- | ----------- | ---------------------- | ---------------------- | ---------- | ---------- | ---------- | ---------- |
| Úry Zsuzsanna | Összetett   | nem ért célba          | nem ért célba          | kiesett    | kiesett    | kiesett    | kiesett    |

## Biatlon
| Név          | Versenyszám         | Lövőhiba | Időeredmény | Helyezés |
| ------------ | ------------------- | -------- | ----------- | -------- |
| Panyik Dávid | 7,5 km sprint       | 2+3      | 24:25,9     | 48.      |
| Panyik Dávid | 10 km üldözőverseny | 3+2+2+3  | 39:35,7     | 46.      |

## Jégkorong
| Név             | Versenyszám           | Selejtező | Selejtező | Döntő | Döntő |
| Név             | Versenyszám           | Pont      | Hely.     | Pont  | Hely. |
| --------------- | --------------------- | --------- | --------- | ----- | ----- |
| Kovács Attila   | Fiú egyéni ügyességi  | 26        | 3.        | 22    |       |
| Gasparics Fanni | Lány egyéni ügyességi | 24        | 3.        | 19    |       |

## Rövidpályás gyorskorcsolya
Fiú
| Versenyző    | Versenyszám | Negyeddöntő | Negyeddöntő | Elődöntő | Elődöntő | Elődöntő | Döntő | Döntő    | Döntő | Helyezés |
| Versenyző    | Versenyszám | Idő         | Hely.       | Típus    | Idő      | Hely.    | Típus | Idő      | Hely. | Helyezés |
| ------------ | ----------- | ----------- | ----------- | -------- | -------- | -------- | ----- | -------- | ----- | -------- |
| Farkas Tamás | 500 m       | 46,037      | 3.          | C/D      | 45,777   | 2.       | C     | 46,035   | 1.    | 10.      |
| Farkas Tamás | 1000 m      | 1:33,101    | 4.          | C/D      | 1:55,852 | 3.       | D     | 1:34,395 | 1.    | 12.      |

Lány
| Versenyző  | Versenyszám | Negyeddöntő   | Negyeddöntő   | Elődöntő | Elődöntő | Elődöntő | Döntő   | Döntő   | Döntő   | Helyezés |
| Versenyző  | Versenyszám | Idő           | Hely.         | Típus    | Idő      | Hely.    | Típus   | Idő     | Hely.   | Helyezés |
| ---------- | ----------- | ------------- | ------------- | -------- | -------- | -------- | ------- | ------- | ------- | -------- |
| Tóth Tímea | 500 m       | 48,502        | 3.            | C/D      | 48,725   | 2.       | C       | 48,743  | 3.      | 12.      |
| Tóth Tímea | 1000 m      | nem ért célba | nem ért célba | kiesett  | kiesett  | kiesett  | kiesett | kiesett | kiesett | 14.      |

Vegyes nemzetek
| Versenyző                                                                | Versenyszám  | Elődöntő | Elődöntő | B döntő  | B döntő | Döntő | Döntő | Helyezés |
| Versenyző                                                                | Versenyszám  | Idő      | Hely.    | Idő      | Hely.   | Idő   | Hely. | Helyezés |
| ------------------------------------------------------------------------ | ------------ | -------- | -------- | -------- | ------- | ----- | ----- | -------- |
| Nicole Martinelli (ITA) · Milan Grugni (ITA) · Farkas Tamás · Tóth Tímea | Vegyes váltó | 4:28,026 | 3.       | 4:29,686 | 2.      |       |       | 5.       |

## Sífutás
Fiú
| Versenyző   | Versenyszám | Selejtező | Selejtező | Negyeddöntő | Negyeddöntő | Elődöntő | Elődöntő | Döntő   | Döntő    |
| Versenyző   | Versenyszám | Idő       | Hely.     | Idő         | Hely.       | Idő      | Hely.    | Idő     | Helyezés |
| ----------- | ----------- | --------- | --------- | ----------- | ----------- | -------- | -------- | ------- | -------- |
| Bodnár Zénó | Sprint      | 1:53,69   | 34.       | kiesett     | kiesett     | kiesett  | kiesett  | kiesett | kiesett  |
| Bodnár Zénó | 10 km       |           |           |             |             |          |          | 37:22,3 | 43.      |

## Síugrás
| Versenyző     | Versenyszám | 1. ugrás | 1. ugrás | 1. ugrás | 2. ugrás | 2. ugrás | 2. ugrás | Összesítés | Összesítés |
| Versenyző     | Versenyszám | Távolság | Pont     | Hely.    | Távolság | Pont     | Hely.    | Pont       | Helyezés   |
| ------------- | ----------- | -------- | -------- | -------- | -------- | -------- | -------- | ---------- | ---------- |
| Szilágyi Ákos | Fiú         | 60,5     | 90,0     | 19.      | 60,0     | 87,8     | 21.      | 177,8      | 20.        |